# Simandre
Simandre település Franciaországban, Saône-et-Loire megyében. Lakosainak száma 1744 fő (2022. január 1.). Simandre Baudrières, L’Abergement-de-Cuisery, Boyer, La Frette, Huilly-sur-Seille, Lacrost, Loisy, Ormes és Tournus községekkel határos.

## Népesség
A település népessége az elmúlt években az alábbi módon változott:
| Lakosok száma | 1674 | 1700 | 1742 | 1728 | 1739 | 1737 | 1737 | 1742 | 1744 |
|               | 2013 | 2015 | 2016 | 2017 | 2018 | 2019 | 2020 | 2021 | 2022 |